# Alexeï Kroutchenykh
Alexeï Elisséïevitch Kroutchenykh (ou Kroutchonykh) [en russe : Алексей Елисеевич Кручёных] est un dessinateur, acteur et poète futuriste russe né le 21 février 1886 à Olivskoïe et mort à Moscou le 17 juin 1968.
Kroutchenykh est le coauteur avec Vélimir Khlebnikov de manifestes sur la poésie et l'art Le mot en tant que tel, etc… Kroutchenykh est considéré comme l'un des poètes les plus radicaux du futurisme russe avec David Bourliouk et Vladimir Maïakovski. L'un des auteurs du manifeste futuriste et du livre Une gifle au goût public. Le livre a été publié par l'éditeur Georgy Leonidovich Kouzmine, qui, avec son frère Léonid Kouzmine, était proche du cercle des futuristes.
De 1912 à 1914, il prône un futurisme provocateur. Avec Khlebnikov, il est considéré comme l'inventeur du zaoum. Il publia entre autres avec Kasimir Malevitch en 1912 un livret Jeu en enfer.
Il est l'auteur du livret de Victoire sur le soleil, opéra d'avant-garde joué en 1913 au Luna-Park de Saint-Pétersbourg et dont Mikhaïl Matiouchine composa la musique et Kasimir Malevitch créa les décors et les costumes.
Fondateur avec Zdanévitch et Terenteïev à Tbilissi du groupe 41°, il rejoint ensuite le groupe constructiviste LEF.
Après l'écrasement des avant-gardes par le régime soviétique, il tombe dans l'oubli.
Kroutchenykh est le mari d'Olga Rozanova, une artiste-peintre avant-gardiste.

## Un des poèmes les plus connus de Kroutchenykh
| Zaoum                                   | Translittération                                     |
| Дыр бул щыл убещур скум вы со бу р л эз | Dyr boul chtchyl oubechtchour skoum vy so bou r l ez |

(1913)

## Opéra
- La Victoire sur le soleil : opéra futuriste russe avec M. Matiouchine, décors et costumes de K. Malevitch (livret : traduction, notes et postface de Jean-Claude Marcadé et Valentine Marcadé), l'Âge d'homme, 1976, 98 p. (BNF 34604570).